# 糠藤
糠藤（学名：Morinda howiana），为茜草科巴戟天属下的一个植物种。